# Тоотсі
То́отсі (ест. Tootsi alevvald) — містечко (ест. alev) в Естонії зі статусом волості (ест. vald), адміністративна одиниця повіту Пярнумаа.

## Географічні дані
Площа — 1,76 км2, чисельність населення на 1 січня 2015 року становила 736 осіб.